# Чоловіча збірна Куби з волейболу
Збірна Куби з волейболу (ісп. Selección masculina de voleibol de Cuba) — чоловіча волейбольна збірна, яка представляє Кубу на міжнародних змаганнях з волейболу.

## Результати

### Олімпійські ігри
- 1972 – 10-е місце
- 1976 –  Бронзова медаль
- 1980 – 7-е місце
- 1992 – 4-е місце
- 1996 – 6-е місце
- 2000 – 7-е місце
- 2016 – 11-е місце

### Чемпіонати світу
- 1956 – 19-е місце
- 1966 – 17-е місце
- 1970 – 13-е місце
- 1974 – 8-е місце
- 1978 –  Бронзова медаль
- 1982 – 10-е місце
- 1986 – 5-е місце
- 1990 –  Срібна медаль
- 1994 – 4-е місце
- 1998 –  Бронзова медаль
- 2002 – 19-е місце
- 2006 – 15-е місце
- 2010 –  Срібна медаль
- 2014 – 11-е місце
- 2018 – 18-е місце
- 2022 – 14-е місце

### Кубок світу
- 1969 – 9-е місце
- 1977 –  Бронзова медаль
- 1981 –  Срібна медаль
- 1989 –  Золота медаль
- 1991 –  Срібна медаль
- 1995 – 6-е місце
- 1999 –  Срібна медаль
- 2011 – 5-е місце

### Всесвітній кубок чемпіонів з волейболу
- 1993 –  Бронзова медаль
- 1997 –  Бронзова медаль
- 2001 –  Золота медаль
- 2009 –  Срібна медаль

### Світова ліга
- 1991 –  Срібна медаль
- 1992 –  Срібна медаль
- 1993 – 4-е місце
- 1994 –  Срібна медаль
- 1995 –  Бронзова медаль
- 1996 – 4-е місце
- 1997 –  Срібна медаль
- 1998 –  Золота медаль
- 1999 –  Срібна медаль
- 2000 – 8-е місце
- 2001 – 5-е місце
- 2002 – 13-е місце
- 2003 – 13-е місце
- 2004 – 7-е місце
- 2005 –  Бронзова медаль
- 2006 – 7-е місце
- 2007 – 7-е місце
- 2008 – 10-е місце
- 2009 – 4-е місце
- 2010 – 4-е місце
- 2011 – 8-е місце
- 2012 –  Бронзова медаль
- 2013 – 13-е місце
- 2014 – 21-е місце
- 2015 – 18-е місце
- 2016 – 22-е місце
- 2017 – Відмова

### Чемпіонат Північної Америки
- 1969 –  Золота медаль
- 1971 –  Золота медаль
- 1973 –  Срібна медаль
- 1975 –  Золота медаль
- 1977 –  Золота медаль
- 1979 –  Золота медаль
- 1981 –  Золота медаль
- 1983 –  Бронзова медаль
- 1985 –  Срібна медаль
- 1987 –  Золота медаль
- 1989 –  Золота медаль
- 1991 –  Золота медаль
- 1993 –  Золота медаль
- 1995 –  Золота медаль
- 1997 –  Золота медаль
- 1999 –  Срібна медаль
- 2001 –  Золота медаль
- 2003 –  Бронзова медаль
- 2005 –  Срібна медаль
- 2007 –  Бронзова медаль
- 2009 –  Золота медаль
- 2011 –  Золота медаль
- 2013 –  Бронзова медаль
- 2015 –  Срібна медаль
- 2017 – не брали участі
- 2019 –  Золота медаль
- 2021 – 4-е місце
- 2023 –  Бронзова медаль